# 斯氏小銀漢魚
斯氏小銀漢魚，為輻鰭魚綱銀漢魚目擬銀漢魚科的其中一種，分布於中東太平洋哥斯大黎加至哥倫比亞海域，為熱帶魚類，體長可達11公分，棲息在沙底質及珊瑚礁水域，生活習性不明。